# Pablo Martinez (futbolista)
Pablo Jean-Antoine Martinez (Martigues, Francia, 21 de febrero de 1989) es un futbolista francés. Juega de defensa y su equipo es el R. C. Deportivo de La Coruña de la Segunda División de España.

## Trayectoria
Tras pasar años en las divisiones amateur del fútbol francés y el español, con el R. C. D. Mallorca "B", fichó por el Gazélec Ajaccio en junio de 2013. Logró el ascenso con su club en la temporada 2013-14, al quedar en el tercer lugar de la clasificación luego de que el Luzenac AP, club en segundo lugar, no cumplió los requisitos para la promoción. Debutó en la Ligue 2 el 1 de agosto de 2014 en la victoria por 2-0 sobre el Valenciennes.
En junio de 2016 fichó por el Angers S. C. O. por tres años, luego de que su contrato con el Gazélec terminó.
El 21 de junio de 2017 fichó por el Racing Club de Estrasburgo por dos años. Fue enviado a préstamo al Nîmes Olympique, club donde ya jugó en sus inferiores, para la temporada 2019-20 de la Ligue 1.
Se acabó quedando en Nîmes hasta la temporada 2021-22. Entonces volvió a España y el 1 de septiembre de 2022 se anunció su fichaje por el R. C. Deportivo de La Coruña por dos años.

## Estadísticas
Actualizado al último partido disputado el 1 de junio de 2025.
| Club                                                                                | Div.          | Temporada     | Liga  | Liga  | Copas nacionales(1) | Copas nacionales(1) | Total | Total |
| Club                                                                                | Div.          | Temporada     | Part. | Goles | Part.               | Goles               | Part. | Goles |
| ----------------------------------------------------------------------------------- | ------------- | ------------- | ----- | ----- | ------------------- | ------------------- | ----- | ----- |
| R. C. D. Mallorca "B" · España                                                      | 3.ª           | 2008-09       | 4     | 0     | ―                   | ―                   | 4     | 0     |
| R. C. D. Mallorca "B" · España                                                      | Total club    | Total club    | 4     | 0     | 0                   | 0                   | 4     | 0     |
| F. C. Martigues Francia                                                             | 4.ª           | 2010-11       | 6     | 0     | 2                   | 0                   | 8     | 0     |
| F. C. Martigues Francia                                                             | Total club    | Total club    | 6     | 0     | 2                   | 0                   | 8     | 0     |
| Uzès Pont du Gard Francia                                                           | 4.ª           | 2011-12       | 31    | 1     | 1                   | 0                   | 32    | 1     |
| Uzès Pont du Gard Francia                                                           | 3.ª           | 2012-13       | 32    | 1     | 1                   | 0                   | 33    | 1     |
| Uzès Pont du Gard Francia                                                           | Total club    | Total club    | 63    | 2     | 2                   | 0                   | 65    | 2     |
| Gazélec Ajaccio Francia                                                             | 3.ª           | 2013-14       | 31    | 0     | 3                   | 1                   | 34    | 1     |
| Gazélec Ajaccio Francia                                                             | 2.ª           | 2014-15       | 35    | 1     | 3                   | 0                   | 38    | 1     |
| Gazélec Ajaccio Francia                                                             | 1.ª           | 2015-16       | 28    | 0     | 2                   | 0                   | 30    | 0     |
| Gazélec Ajaccio Francia                                                             | Total club    | Total club    | 94    | 1     | 8                   | 1                   | 102   | 2     |
| Angers S. C. O. Francia                                                             | 1.ª           | 2016-17       | 9     | 0     | 4                   | 0                   | 13    | 0     |
| Angers S. C. O. Francia                                                             | Total club    | Total club    | 9     | 0     | 4                   | 0                   | 13    | 0     |
| R. C. Estrasburgo Francia                                                           | 1.ª           | 2017-18       | 24    | 0     | 1                   | 0                   | 25    | 0     |
| R. C. Estrasburgo Francia                                                           | 1.ª           | 2018-19       | 32    | 3     | 6                   | 0                   | 38    | 3     |
| R. C. Estrasburgo Francia                                                           | Total club    | Total club    | 56    | 3     | 7                   | 0                   | 63    | 3     |
| Nîmes Olympique Francia                                                             | 1.ª           | 2019-20       | 26    | 2     | 2                   | 0                   | 28    | 2     |
| Nîmes Olympique Francia                                                             | 1.ª           | 2020-21       | 7     | 0     | 0                   | 0                   | 7     | 0     |
| Nîmes Olympique Francia                                                             | 2.ª           | 2021-22       | 30    | 0     | 0                   | 0                   | 30    | 0     |
| Nîmes Olympique Francia                                                             | Total club    | Total club    | 63    | 2     | 2                   | 0                   | 65    | 2     |
| R. C. Deportivo de La Coruña · España                                               | 1.ª F         | 2022-23       | 32    | 0     | 0                   | 0                   | 32    | 0     |
| R. C. Deportivo de La Coruña · España                                               | 1.ª F         | 2023-24       | 33    | 4     | 2                   | 0                   | 35    | 4     |
| R. C. Deportivo de La Coruña · España                                               | 2.ª           | 2024-25       | 27    | 0     | 1                   | 0                   | 28    | 0     |
| R. C. Deportivo de La Coruña · España                                               | Total club    | Total club    | 92    | 4     | 3                   | 0                   | 95    | 4     |
| Total carrera                                                                       | Total carrera | Total carrera | 387   | 12    | 28                  | 1                   | 415   | 13    |
| (1) Incluye datos de la Copa de Francia, Copa de la Liga de Francia y Copa del Rey. |               |               |       |       |                     |                     |       |       |

## Palmarés

### Títulos nacionales
| Título          | Club              | País    | Año     |
| --------------- | ----------------- | ------- | ------- |
| Copa de la Liga | R. C. Estrasburgo | Francia | 2018-19 |

## Vida personal
Martinez es descendiente español.